# Mick Lyons
Michael „Mick“ Lyons (* 8. Dezember 1951 in Liverpool) ist ein ehemaliger englischer Fußballspieler, der vor allem in den 1970er und 1980er Jahren als Kapitän des FC Everton bekannt wurde. Nach weiteren Stationen bei Sheffield Wednesday und Grimsby Town ließ er seine Karriere 1991 in Kanada bei den Nova Scotia Clippers ausklingen. Im Jahr 2015 wurde er in die Hall of Fame des FC Everton aufgenommen.

## Kindheit und Jugend
Mick Lyons wurde in Liverpool geboren. Schon als Kind war er ein Fan des FC Everton und besuchte mit seinem Bruder regelmäßig die Spiele der Toffees. Nach der Sekundarschule, welche er an der De La Salle Academy in Liverpool absolvierte, machte er eine Ausbildung beim FC Everton.

## Spielerkarriere
Zur Saison 1970/71 unterschrieb Lyons mit 18 Jahren einen Profivertrag beim FC Everton. Es dauerte jedoch noch ein Jahr, bis er sein Debüt in der ersten Mannschaft feiern konnte. Lyons galt nicht gerade als technisch begabt, zeigte jedoch stets eine große Leidenschaft, wenn er für seine geliebten Toffees spielte. Außerdem profitierten die Trainer davon, dass er sehr vielseitig einsetzbar war.
1982, nachdem er seinen Stammplatz an Billy Wright verloren hatte, wechselte Lyons zu Sheffield Wednesday, die damals in der Second Division spielten. Er machte dort über 100 Ligaspiele und stieg in der Saison 1983/84 mit dem Team in die First Division auf.

## Trainerlaufbahn
Zur Saison 1985/86 wechselte Lyons zurück in die Second Division zu Grimsby Town, wo er als Spielertrainer arbeitete. Die Erste Saison unter ihm verlief mäßig und endete mit einem 15. Tabellenplatz. Die zweite Saison startete recht gut. Dennoch musste Grimsby am Ende den Abstieg in die Drittklassigkeit hinnehmen.
Nach einer mehrjährigen Pause kehrte Lyons 1991 zurück zum Fußball. Er wurde Co-Trainer der Nova Scotia Clippers und absolvierte für das kanadische Team sechs Partien als Spieler, in denen er einmal traf.
Nach dem endgültigen Ende seiner Laufbahn als Spieler, widmete er sich nur noch dem Trainerjob. Unter anderem trainierte er später noch Vereine in Australien und die Nationalmannschaft von Brunei.